# Chiridiella macrodactyla
Chiridiella macrodactyla är en kräftdjursart som beskrevs av Georg Ossian Sars 1907. Chiridiella macrodactyla ingår i släktet Chiridiella och familjen Aetideidae. Inga underarter finns listade i Catalogue of Life.